# Heinrich Leberecht Fleischer
Pour les articles homonymes, voir Fleischer.
Heinrich Leberecht Fleischer, né le 21 février 1801 à Schandau-sur-l'Elbe et mort le 10 février 1888 à Leipzig, est le fondateur de l'arabologie moderne en Allemagne et d'un des orientalistes les plus éminents de son époque.

## Biographie
Heinrich Leberecht Fleischer est le fils d'un petit fonctionnaire aux impôts, Johann Gottfried Fleischer, et de son épouse Johanna Christiane, née Unruh, fille d'instituteur. De 1814 à 1819, il est élève du lycée de Bautzen, dont le proviseur est un philologue classique de renom, Karl Gottfried Siebelis (de), qui publie des travaux sur Pausanias dont il traduit les œuvres. Il remarque les dons du jeune Fleischer. Ce dernier entre à l'université de Leipzig, en 1819, où il étudie d'abord la philologie classique auprès de Gottfried Hermann, ainsi que la théologie luthérienne auprès de Georg Benedikt Winer; mais bientôt il se tourne aussi vers les études orientales auprès du professeur Ernst Karl Rosenmüller.
Il se rend en 1824 à Paris, après avoir passé son examen de doctorat de troisième cycle en théologie, afin de prendre des cours d'arabe et de persan, auprès de l'illustre Silvestre de Sacy. Pour gagner sa vie, il est recommandé par l'intermédiaire de connaissances comme précepteur auprès de la famille du marquis de Caulaincourt. En plus des cours de Silvestre de Sacy (qui fait entrer son talentueux disciple à la Société asiatique), il suit l'enseignement de Caussin de Perceval en arabe dialectal, ainsi que les leçons de Chézy en persan et de Jaubert en turc. En 1828, il retourne en Saxe.
Après avoir enseigné à l'École Sainte-Croix de Dresde de 1831 à 1835, il est nommé professeur de persan à l'université immpériale de Saint-Pétersbourg, mais il préfère au printemps 1836 succéder au professeur Rosenmüller à la chaire de langues orientales de la faculté de langues orientales de l'université de Leipzig. Il a notamment pour élève Johann Gottfried Wetzstein. Dès lors jusqu'à la fin de sa vie, il enseigne surtout l'arabe, s'appuyant beaucoup sur les commentaires du Coran d'Al-Baidawi, dont il publie deux volumes entre 1846 et 1848. Il entreprend nombre de voyages d'études en Europe et même en Amérique du Nord. Presque tous les arabistes et orientalistes de son époque lui étaient liés. Il a eu aussi des liens avec les représentants du « Renouveau arabe » (Nahda) au Liban.
Tout au long de sa carrière à Leipzig, Fleischer poursuit la tradition de la langue arabe à l'université, telle qu'elle est établie depuis Clodius (de) (1776-1745), en 1724, ainsi que Reiske (1716-1774). Heinrich Leberecht Fleischer jouit d'une réputation de renommée internationale. Il fait de l'université un foyer européen de l'enseignement et de la recherche concernant la culture arabe ou musulmane. L'université de Leipzig devient alors la « Mecque des arabisants ».
En 1853, il achète pour le compte de la bibliothèque de l'université à une famille damascène quatre cent-quatre-vingt-sept volumes de la Refaiya avec des textes de spiritualité et de sciences naturelles; l'université devient alors l'une des grandes universités d'Europe à posséder un nombre significatif de manuscrits orientaux.
C'est dans l'appartement de Fleischer à la Nikolaistraße qu'il est décidé de fonder en septembre 1843 une union d'orientalistes. Ensuite le 2 octobre 1845 à Darmstadt, la Société orientale allemande est fondée sur le modèle de la Société asiatique de Paris avec siège à Leipzig. Parmi les membres fondateurs, l'on compte bien évidemment Fleischer, ainsi que l'indologue Brockhaus (beau-fère de Wagner). La sphère d'intérêt des membres de la société s'étend non seulement au Levant et à l'Orient, jusqu'à l'Asie centrale, mais aussi à l'Extrême-Orient, à l'Océanie et à l'Afrique. C'est-à-dire en fait le monde entier, sauf l'Europe et l'Amérique. Les cultures et les langues des peuples qui s'y trouvent sont étudiées, ainsi que les relations des différentes cultures entre elles.
Il est enterré à l'ancien cimetière Saint-Jean de Leipzig.

## Quelques publications
Ses travaux les plus importants comprennent la traduction d'arabe en latin de l'histoire préislamique d'Aboul-Fida (Abulfedae historia anteislamica, Leipzig, 1831-1834), les colliers d'or de Samatchchari' (Leipzig, 1835) et les commentaires du Coran de Baidhaoui (1846–1848). Il recense le catalogues des manuscrits orientaux de la bibliothèque royale de Dresde (1831); publie une édition et une traduction en allemand des Cent dits d'Ali (1837), poursuit la publication des Mille et une nuits chez Habicht (vols. IX-XII, 1842–1843); et fait paraître une grammaire persane de Mirza Mohammed Ibrahim (en) (1847). Il est également l'auteur de Hermes Trismegistus an die Menschliche Seele (Leipzig, 1870), Kleinere Schriften (3 vols., Leipzig, 1885–1888), ainsi qu'un compte-rendu des manuscrits arabes, turcs et persans de la bibliothèque municipale de Leipzig.

## Distinctions

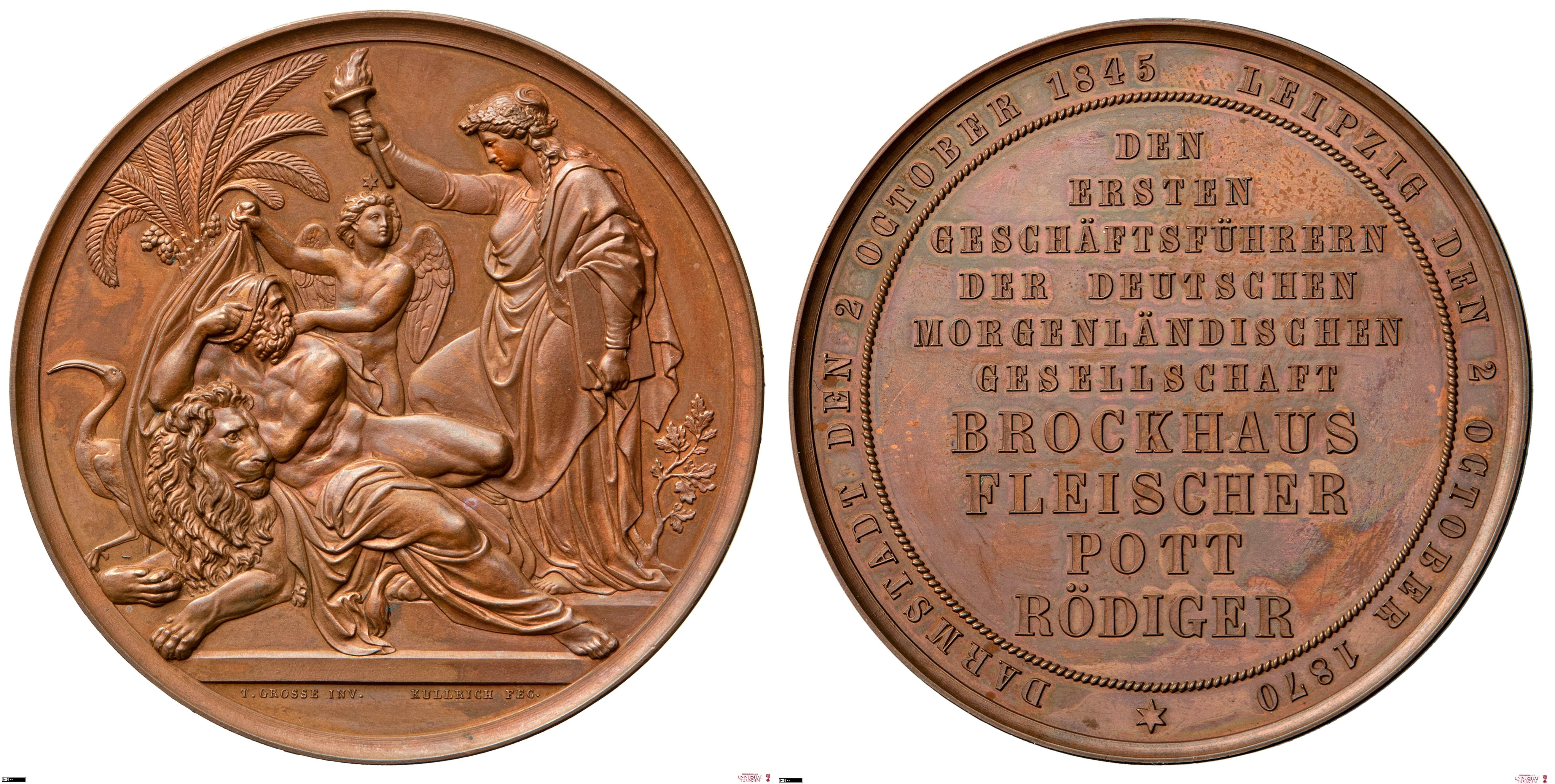
Médaille Brockhaus, Fleischer, Pott, Roediger 1870

- 1844 : docteur honoris causa de l'université de Königsberg
- 1849 : docteur honoris causa de l'université de Prague
- Docteur honoris causa de l'université impériale de Saint-Pétersbourg
- 1868 : Ordre Pour le Mérite
- 1870 : Médaille à l'occasion du 25e anniversaire de la Société orientale allemande[1]
- 1874 : Citoyen d'honneur de Schandau
- 1874 : Citoyen d'honneur de Leipzig
- 1874 : docteur honoris causa de l'université de Dorpat
- 1884 : docteur honoris causa de l'université d'Édimbourg

## Membre de sociétés savantes
- Académie des inscriptions et belles-lettres (à partir de 1861)
- Académie royale des sciences de Prusse (à partir de 1874)
- Académie royale néerlandaise des arts et des sciences
- Académie royale de Bavière
- Académie des sciences de Göttingen
- Académie hongroise des sciences
- Société royale asiatique de Paris
- American Oriental Society

## Étudiants
- Carl Paul Caspari (1814–1892)
- Friedrich Delitzsch (1850–1922)
- Henri Duveyrier (1840–1892)
- Ignaz Goldziher (1850–1921)
- Martin Hartmann (de) (1851–1918)
- Emil Kautzsch (de) (1841–1910)
- Ludolf Krehl (de) (1825–1901)
- Otto Loth (de) (1844–1881)
- August Müller (de) (1848–1892)
- Viktor von Rosen (1849–1908)
- Andreas Heinrich Thorbecke (1837–1890)
- Johann Gottfried Wetzstein (1815-1905)